# Verband katholischer Publizistinnen und Publizisten Österreichs
Der Verband katholischer Publizistinnen und Publizisten Österreichs ist ein Netzwerk für Medienleute in Österreich.

## Geschichte
Der Verband wurde 1957 gegründet. Der Verband ist unabhängig und hat circa 360 Mitglieder. Diese setzen sich aus medienschaffenden Christinnen und Christen en zusammen, die einer der Kirchen, die im Ökumenischen Rat der Kirchen in Österreich vertreten sind, angehören. Darüber hinaus ist der Verband auch für Autoren offen.

### Vorsitzende
- 1996–2002 Hans Winkler[1]
- 2005–2024 Gabriele Neuwirth
- seit 2024 Sophie Lauringer

### Mitglieder
Unter anderem gehören beziehungsweise gehörten dem Verband Otto Schulmeister, Thomas Chorherr und Friedrich Heer an. Weitere Mitglieder sind: Rosina Baumgartner Geschäftsführerin vom Katholischen Familienverband Österreichs, Gerald Grünberger Geschäftsführer vom Verband Österreichischer Zeitungen, Paul Wuthe Geschäftsführer der Kathpress und Rudolf Mitlöhner ehemaliger Chefredakteur der Wochenzeitung Die Furche.